# Thespis
Thespis z Ikarie (6. století př. n. l.) byl starověký řecký herec, jenž je považován za zakladatele prvních divadelních forem.
Nejstarší zmínka o Thespidovi pochází z Kroniky parské, kde je k roku 536 př. n. l. zaznamenáno první uvedení jeho scénické hry při lenaiích (hrách na oslavu boha Dionýsa) a v roce 534 př. n. l. zavedení tragického agonu, tedy rozhovoru herce s chórem.
Thespis byl pravděpodobně tzv. hypokritem, tedy zpěvákem, který odpovídal chóru při jarních dionýsiích. Začal ovšem zpěvy přetvářet v dramatický děj, který ne vždy souvisel s oslavami boha Dionýsa. Nakonec při přednesu dithyrambů zavedl dramatický dialog mezi hercem a sborem (chórem). Hercem byl vždy muž, který hrál i ženské role.
Thespis přestal užívat dřevěnou masku a zavedl do divadla masku, vyrobenou z pomalované látky a sádry, která zesilovala hercův hlas a usnadňovala divákům poslech. Obuv s vysokými podrážkami společně s barevným kostýmem, opásaným vysoko nad pasem, měly pak napomoci, aby bylo herce vidět i ze zadních řad.
Někteří badatelé na základě zmínky u Horatia (Ars Poetica, ř. 275) soudí, že první Thespidova dramata byla provozována na vozech a že dokonce jeho herecká skupina kočovala po Attice. Přestože to není vyloučeno, neexistuje pro to žádný důkaz krom existence vozu při dionýsiích. V novodobé češtině se pak používal termín Thespidova kára pro označení kočovných hereckých společností.
Někdy se připisuje Solónovi sepsání polemického spisu proti Thespidově pojetí divadla, ovšem vzhledem k Solónově úmrtí v roce 555 př. n. l. by musely Thespidovy reformy divadla proběhnout nejméně o generaci dříve.